# Legio IX Hispana
Legio nona Hispana ou Legio IX Hispana ("Nona legião Hispânica"), chamada também de Legio VIIII Hispana, foi uma legião do exército imperial romano criada no século I a.C. e que existiu até pelo menos 120 d.C. Lutou em várias províncias da República Romana e do início do Império até ser estacionada na Britânia logo depois da invasão romana em 43. Ela desapareceu dos registros históricos por volta de 120 e não existem relatos sobre o que teria acontecido com ela.
O destino indeterminado da legião tem sido tema de considerável debate e de inúmeras especulações. Uma teoria, defendida por Theodor Mommsen, afirma que ela foi aniquilada em combate no norte da Britânia logo depois de 108, data da inscrição mais tardia datável da nona na Britânia, provavelmente numa revolta das tribos nortenhas. Esta visão foi popularizada pela novela "The Eagle of the Ninth" (1954), que afirma que ela teria marchado até a Caledônia (moderna Escócia) e "jamais se ouviu sobre ela novamente".
Esta teoria foi sendo desacreditada entre os acadêmicos conforme sucessivas inscrições da IX Hispana foram sendo encontradas nas ruínas de uma base legionária em Noviômago dos Batavos (Noviomagus Batavorum; moderna Nimegue, nos Países Baixos), o que sugere que ela possa ter sido levada para lá depois de 120, uma data posterior à sua suposta aniquilação na Britânia. As evidências encontradas em Nimegue deram origem a sugestões de que a IX Hispana teria sido destruída em conflitos posteriores no século II. Entre as sugestões estão a Revolta de Barcoquebas (132-5) ou a Guerra romano-parta de 161-166 de Marco Aurélio.
Porém, alguns estudiosos atribuem as evidências em Nimegue a um vexillatio da IX e continuam a defender o cenário da destruição na Britânia, mas concedem que o desastre deve ter acontecido mais perto de 120 do que 108. Seja como for, é claro que a IX Hispana não existia mais na época de Sétimo Severo (r. 193–211), pois ela não aparece em duas listas idênticas e independentes que nomeiam as 33 legiões existentes na época.

## Exército republicano  (até30 a.C.)
A origem da IX Hispana é incerta, mas ela parece ter participado do cerco de Ásculo durante a Guerra Social de 90 a.C..
Segundo Stephen Dando-Collins, ela teria sido criada juntamente com a VI Ferrata, VII Claudia e a VIII Augusta por Pompeu na Hispânia em 65 a.C.. Quando ele se tornou o governador da Gália Cisalpina, em 58 a.C., Júlio César herdou quatro legiões (da VII até a X Gemina). É possível que a IX tenha acampado em Aquileia "para guardá-la contra ataques dos ilírios". César criou mais duas legiões (a XI Claudia e a XII Victrix) utilizando as seis em seu ataque aos helvécios que deu início às Guerras Gálicas.
A nona legião cesariana lutou nas batalhas de Dirráquio (48 a.C.) e Farsalos (48 a.C.) e na Campanha africana de Júlio César de 46 a.C. Depois de sua vitória final, César debandou suas legiões e assentou os veteranos na região de Piceno.
Depois do assassinato de Júlio César, seu aliado Ventídio Basso tentou recriar a VII, VIII e a IX, mas "não é claro se qualquer uma delas teria chegado mesmo até a época de [a batalha de] Filipos". Otaviano, herdeiro de César, posteriormente reconvocou os veteranos da nona para lutar contra a revolta de Sexto Pompeu, filho de Pompeu, na Sicília (c. 42 a.C.). Depois de derrotá-lo, a legião seguiu para a Macedônia e lutou com Otaviano na guerra civil de Antônio, incluindo a Batalha de Ácio (31 a.C.).

## Império Romano (30 a.C.–130 d.C.?)

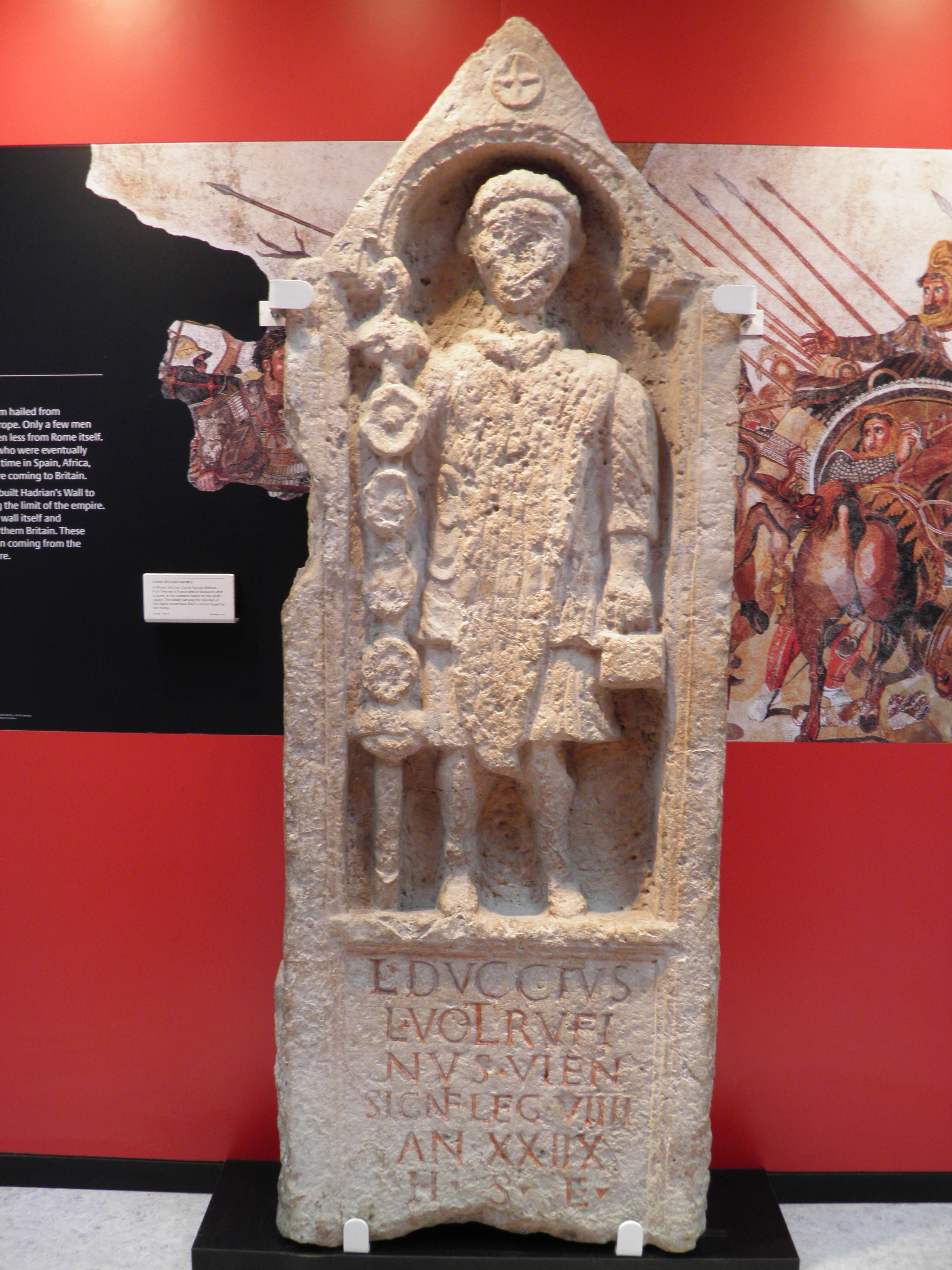
Túmulo romano encontrado em York, na Inglaterra (antiga Eboraco), citando a Legio VIIII.

Com Otaviano, que o Senado Romano chamaria posteriormente de Augusto, firmemente estabelecido como único governante do mundo romano, a nona foi enviada para tomar parte na grande campanha contra os cântabros (25–13 a.C.). É nesta época que a nona ganhou seu cognome de "Hispana" ("da Hispânia").
Depois disto, a legião provavelmente integrou o exército imperial que guardava a fronteira do Reno que lutava contra as tribos germânicas. Depois do abandono da região do Reno oriental, resultado do desastre da Floresta de Teutoburgo em 9 d.C., a nova foi realocada na Panônia.

### Britânia (43 – pelo menos 108)
É provável que a nona tenha participado da invasão romana da Britânia (43), liderada pelo imperador Cláudio e pelo general Aulo Pláucio, pois ela aparece logo em seguida entre as guarnições da nova província. Em 50, a nona foi uma das duas legiões que derrotaram as forças de Carataco na Batalha de Caer Caradoc. Na mesma época, a IX construiu uma fortaleza em Lindo Colônia (Lincoln). Sob o comando de Césio Násica, ela derrotou a revolta de Venúcio entre 52 e 57.
A nona sofreu uma séria derrota na Batalha de Camuloduno, sob liderança de Quinto Petílio Cerial, na Revolta de Boadiceia (61), quando sua infantaria foi aniquilada na desastrosa tentativa de levantar o cerco de Camuloduno (Colchester) e apenas a cavalaria sobreviveu. A nona recebeu em seguida reforços das províncias germânicas para reforçar suas fileiras. Quando Cerial retornou, já como governador da Britânia, dez anos depois, ele retomou o comando da IX e a liderou numa vitoriosa campanha contra os brigantes entre 71 e 72, que pacificou a região centro-norte da Britânia. Por volta desta mesma época, a nona construiu a fortaleza de Eburaco (York), como revelam as várias estampas em telhas e tijolos encontrados no local.
Liderados por Cneu Júlio Agrícola durante sua vitoriosa campanha, a nona participou da invasão da Caledônia (moderna Escócia) em 82-3. Segundo Tácito, ela escapou por pouco da destruição completa quando os caledônios que habitavam a região para além do estuário do Forth lançaram um ataque noturno surpresa contra seu acampamento. Segundo ele, "os caledônios caíram sobre eles quando eles dormiam aterrorizados". Num desesperado combate corpo-a-corpo, os caledônios invadiram o campo, mas Agrícola conseguiu enviar a cavalaria para contra-atacar. Ao verem os cavaleiros, "os homens da nona legião recuperaram a coragem e, confiantes em sua segurança, lutaram pela glória", repelindo os invasores. A IX Hispana lutou também na decisiva Batalha do Monte Gráupio.
A última atividade atestada da IX na Britânia foi a reconstrução da fortaleza de pedra de Eboraco em 108, como informa uma inscrição numa laje de pedra descoberta em 1864.

### Germânia Inferior (108? – 130?)

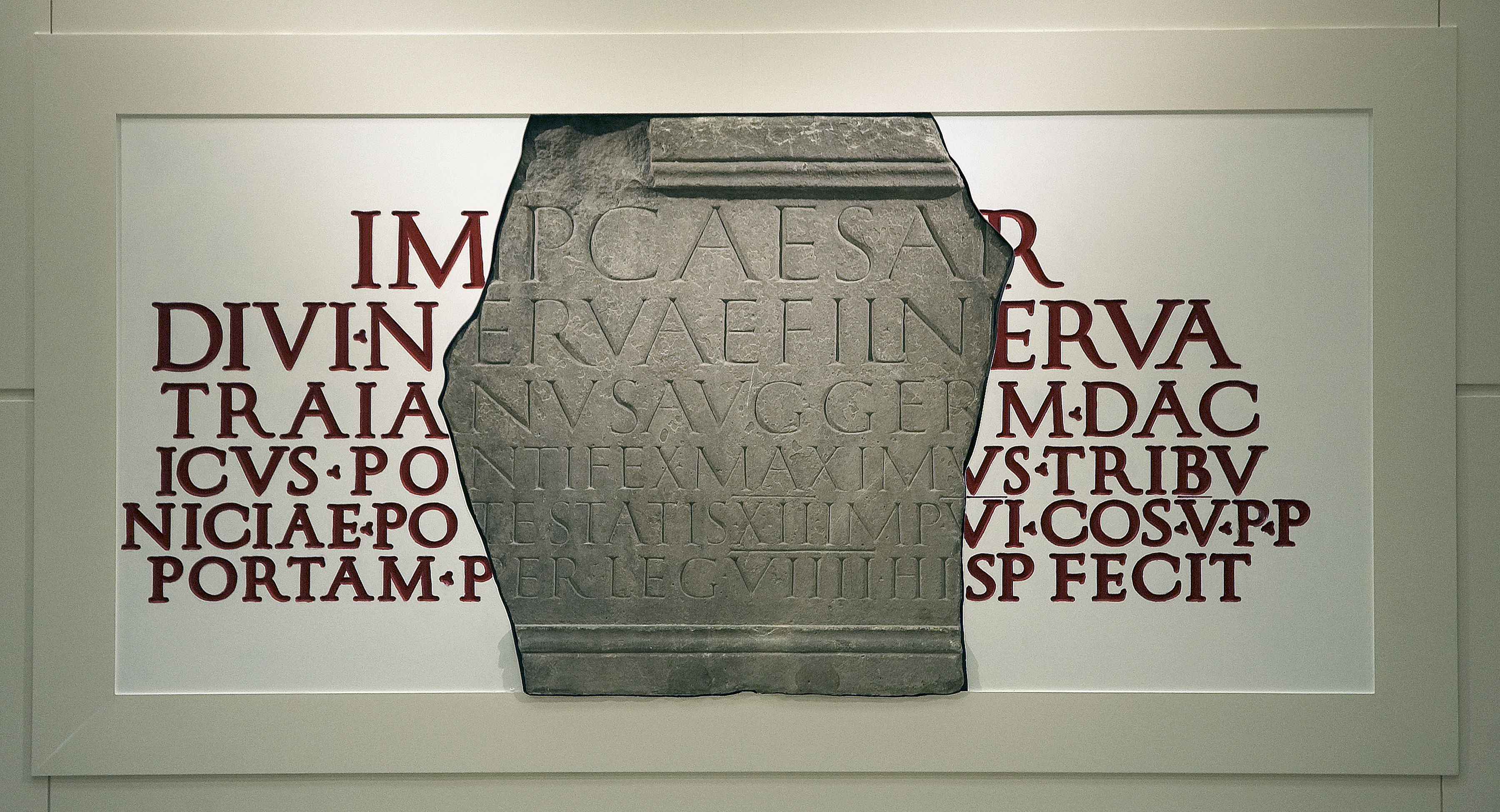
A última inscrição definitiva da Legio IX, uma laje inscrita datada de 108 (RIB I 0665).

Diversas inscrições atestando a presença da IX Hispana foram encontradas no local de uma antiga fortaleza legionária na fronteira do Reno, em Noviômago dos Batavos (Nimegue, Países Baixos). Entre elas, algumas estampas em tijolos (entre 104 e 120) e um pingente prateado (década de 1990), parte de uma fálera (medalha militar), com o texto "LEG HISP IX" inscrito no verso. Além disso, foi descoberto ainda um altar dedicado a Apolo, da mesma época, em Águas de Grano (Aachen, Alemanha), construído para cumprir um juramento feito por Lúcio Latínio Macer, que se auto-denominou primipilo e prefeito do acampamento da IX Hispana (tradicionalmente, o primipilo, que era o centurião-chefe, ao completar o seu serviço de um ano, era promovido a prefeito do acampamento).
As evidências arqueológicas parecem indicar que elementos (vexillationes) da IX Hispana estava presentes em Noviômago dos Batavos em algum momento depois de 104 (quando a legião que anteriormente guardava a fortaleza, a X Gemina, foi transferida para a fronteira do Danúbio) e que a IX foi provavelmente substituída por um destacamento da XXX Ulpia Victrix, não muito depois de 120. Muito menos claro é se a legião inteira estava no local ou apenas um destacamento. A evidência de que havia no local oficiais seniores, como Macer, foi suficiente para convencer diversos acadêmicos de que a legião inteira esteve no local entre 121 e 130. É possível que um misto tenha ocorrido: primeiro um destacamento foi enviado, seguido depois pelo resto da legião: um "vexillatio Britannica" ("destacamento britânico") também foi atestado na região neste período. Porém, permanece incerto se este destacamento é da IX Hispana ou oriundo de outras unidades britânicas.